# Ammatomus asiaticus
Ammatomus asiaticus  (лат.) — вид песочных ос рода Ammatomus из подсемейства Bembicinae (триба Gorytini).
Палеарктика: Туркмения, Узбекистан.
Осы мелкого размера (8-10 мм). Задание лапки полностью жёлтые. Промежуточный сегмент в задней части покрыт волосками.  Базальная жилка переднего крыла соединяется с субкостальной жилкой рядом с птеростигмой. Лицо узкое. На боках среднегруди эпикнемиальные кили отсутствуют. Гнездятся в земле. Ловят мелких цикадок. Вид был впервые описан в 1886 году российским и польским энтомологом и генералом Октавием Ивановичем Радошковским (1820—1895).